# Israël au Concours Eurovision de la chanson 1979
Israël a participé au Concours Eurovision de la chanson 1979 à Jérusalem, en Israël. C'est la 7e participation et la 2e victoire (consécutive) d'Israël à l'Eurovision.
Le pays est représenté par Gali Atari et le groupe Milk and Honey avec la chanson Hallelujah, sélectionnés lors d'une finale nationale organisée par l'Israel Broadcasting Authority (l'Autorité de radiodiffusion d'Israël, IBA).

## Sélection

### Festival de la chanson israélienne 1979
L'IBA sélectionne l'artiste et la chanson qui représenteront Israël au Concours Eurovision de la chanson 1979 au moyen du Festival de la chanson israélienne 1979 (en hébreu : פסטיבל הזמר והפזמון הישראלי תשל"ח 1979).
La finale nationale, présentée par l'animatrice et comédienne israélienne Rivka Michaeli (en), a eu lieu le 27 janvier 1979 à Jérusalem. Hedva Amrani (he) et Sherry (he), deux des 12 participants à la sélection nationale, ont déjà participé au Festival de la chanson israélienne de l'année précédente.
Les chansons sont toutes interprétées en hébreu, langue nationale d'Israël.

#### Finale
| Ordre | Artiste                            | Chanson                                       | Traduction                           | Points | Place |
| ----- | ---------------------------------- | --------------------------------------------- | ------------------------------------ | ------ | ----- |
| 1     | Gitit Shoval (he)                  | Shiva kanim (שבעה קנים)                       | Sept branches                        | 30     | 7     |
| 2     | Chaim Zadok (he)                   | Rikdi et haketzev haze (ריקדי את הקצב הזה)    | Danse ce rythme                      | 44     | 5     |
| 3     | Shloshim Shana Ve Shir             | Od lo avda tikvatenoo (עוד לא אבדה תקוותנו)   | Nous n'avons pas encore perdu espoir | 29     | 9     |
| 4     | Sherry (he)                        | Leolam be'ikvot hashemesh (לעולם בעקבות השמש) | En suivant toujours le soleil        | 44     | 5     |
| 5     | Irit Bolka (he) et Viki Tavor (he) | Shir li, shiri li (שיר לי, שירי לי)           | Chante pour moi, chante pour moi     | 25     | 10    |
| 6     | Gali Atari et Milk and Honey       | Hallelujah (הללויה)                           | -                                    | 63     | 1     |
| 7     | Maya Kazbianka                     | Hayom efshar lashir (היום אפשר לשיר)          | Aujourd'hui on peut chanter          | 18     | 11    |
| 8     | Sexta (he)                         | Noladti lashalom (נולדתי לשלום)               | Je suis né pour vivre en paix        | 46     | 4     |
| 9     | Tzila Dagan (he)                   | Im halaila (אם הלילה)                         | Si ce soir                           | 18     | 11    |
| 10    | Riki Gal (en)                      | Toda raba (תודה רבה)                          | Merci beaucoup                       | 30     | 7     |
| 11    | Svika Pick                         | Ein li ish milvadi (אין לי איש מלבדי)         | Je n'ai personne d'autre que moi     | 61     | 2     |
| 12    | Hedva Amrani (he)                  | Shneinoo yachad (שנינו יחדיו)                 | Ensemble tous les deux               | 55     | 3     |

## À l'Eurovision

### Points attribués par Israël
| 12 points | Danemark  |
| 10 points | Grèce     |
| 8 points  | Espagne   |
| 7 points  | Pays-Bas  |
| 6 points  | Allemagne |
| 5 points  | France    |
| 4 points  | Suisse    |
| 3 points  | Irlande   |
| 2 points  | Norvège   |
| 1 point   | Suède     |

### Points attribués à Israël
| 12 points                                                       | 10 points | 8 points                         | 7 points   | 6 points            |
| --------------------------------------------------------------- | --------- | -------------------------------- | ---------- | ------------------- |
| - Finlande - Irlande - Norvège - Portugal - Royaume-Uni - Suède | - Espagne | - Autriche - Luxembourg - Monaco |            | - Danemark          |
| 5 points                                                        | 4 points  | 3 points                         | 2 points   | 1 point             |
| - Suisse                                                        | - Grèce   |                                  | - Belgique | - France - Pays-Bas |

Gali Atari et le groupe Milk and Honey interprètent Hallelujah en 10e position, après l'Allemagne et avant la France. Au terme du vote final, Israël termine 1re sur 19 pays avec 125 points.